# Arrigo Sacchi
Arrigo Sacchi (Fusignano, Emilia-Romaña, 1 de abril de 1946) es un exfutbolista y entrenador italiano. Como jugador, su posición era la de defensa. Como entrenador logró el subcampeonato de la Copa Mundial de Estados Unidos 1994 al mando de la Selección italiana y ganar dos Copas de Europa con el AC Milan. Actualmente es el coordinador de los equipos juveniles italianos y de la sub-21.
Sacchi es considerado como uno de los teóricos y estrategas más prominentes del fútbol europeo del siglo XX, y el AC Milan que dirigió (1987–1991) es considerado como uno de los mejores clubes que jamás haya jugado al fútbol de todos los tiempos. Desterró de sus equipos la figura clásica del líbero, habitual en equipos italianos de ese momento, y fue un defensor del «fútbol total» neerlandés de Rinus Michels.
Sacchi nunca fue un jugador de fútbol profesional (había jugado como futbolista a tiempo parcial en clubes de aficionados durante algunos años) y durante muchos años trabajó como vendedor de zapatos. Esto llevó a su famosa cita dirigida a aquellos que cuestionaron sus calificaciones: "Nunca me di cuenta de que para convertirme en un jinete, primero tenía que haber sido un caballo". Otra famosa frase de Sacchi es: "El fútbol es lo más importante de las cosas menos importantes de la vida".

## Trayectoria

### Como jugador

#### Fusignano CF
Arrigo Sacchi, que era un defensa, nunca jugó al fútbol como profesional, solo militó en equipos de divisiones inferiores. Empezó jugando en un equipo de su ciudad natal, el Fusignano CF.

#### AC Bellaria Igea Marina
En 1977 ficha por el Bellaria, equipo con el que acabaría su carrera como futbolista en 1979.
Nunca fue convocado para jugar con la Selección nacional de Italia mientras fuera jugador.

### Como entrenador
En 1979 empezó entrenando a las categorías inferiores del Cesena Calcio, donde permaneció hasta 1982.
En la temporada 82-83 dirigió al Rimini Calcio Football Club. En la temporada siguiente fichó por el ACF Fiorentina para dirigir a los equipos juveniles.
En 1984 ficha de nuevo por el Rimini Calcio, equipo al que entrena durante una temporada.

#### Parma Football Club
En 1985 se marcha al Parma FC. Con este equipo consiguió en su primer año ascender a la Serie B italiana. Sacchi permaneció en el equipo otra temporada más.

#### AC Milan
En 1987 firma un contrato con el AC Milan. Allí Arrigo Sacchi vivió sus mejores momentos como entrenador. En su primera temporada se proclamó campeón de Liga y ganó la Supercopa de Italia. En los dos años siguientes ganó 6 trofeos internacionales: 2 Copas de Europa, 2 Copas Intercontinentales y 2 Supercopas de Europa. Sacchi permaneció en el club cuatro temporadas.

#### Selección de fútbol de Italia
En 1991 se convierte en el seleccionador nacional de su país.
Con este equipo consiguió un subcampeonato de la Copa Mundial en el Estados Unidos 1994. En esa final se enfrentó la Selección italiana a la de Brasil con el resultado de empate a cero. El partido se tuvo que decidir en la tanda de penaltis.
Arrigo Sacchi permaneció en el cargo de seleccionador hasta 1996 cuando disputó la Eurocopa de Inglaterra de 1996 dirigiendo a Italia. Tras dirigir a Italia en el inicio de las clasificatorias al Mundial de 1998, dejó el cargo a fines de 1996.

#### Vuelta al AC Milan
En la temporada 96-97 vuelve a dirigir al AC Milan.

#### Atlético de Madrid
En 1998 llega a la liga española para entrenar al Atlético de Madrid. Su debut como entrenador en la liga española se produce el 29 de agosto de 1998 en el partido Valencia CF 1 - 0 Atlético. En febrero de 1999, a pesar de su buena relación con el equipo, la sociedad y el público, decide dejar su cargo.

#### Vuelta al Parma FC
En enero de 2001 vuelve a entrenar al Parma FC, pero después de tres semanas abandona el banquillo y empieza a trabajar de director deportivo en el club. Sacchi permanece en el cargo hasta 2004. En esa época Sacchi también trabajaba como comentarista en la televisión italiana, actividad que vuelve a hacer a partir de 2007 y que sigue haciendo.

#### Director deportivo del Real Madrid CF
En diciembre de 2004 empieza a trabajar como director deportivo en el Real Madrid. Tras la destitución en el club del entrenador Vanderlei Luxemburgo, decide abandonar él también el equipo en diciembre de 2005, justo un año después de su llegada.
A partir del 4 de agosto de 2010 se desempeña como coordinador de los equipos juveniles italianos y de la sub-21.

## Clubes

### Como jugador
| Club                    | País   | Año       |
| ----------------------- | ------ | --------- |
| Fusignano               | Italia | 1964-1977 |
| AC Bellaria Igea Marina | Italia | 1977-1979 |

### Como entrenador
| Club                        | País   | Año       |
| --------------------------- | ------ | --------- |
| Rimini Calcio Football Club | Italia | 1982-1983 |
| Rimini Calcio Football Club | Italia | 1984-1985 |
| Parma Football Club         | Italia | 1985-1987 |
| AC Milan                    | Italia | 1987-1991 |
| Selección de Italia         | Italia | 1991-1996 |
| AC Milan                    | Italia | 1996-1997 |
| Atlético de Madrid          | España | 1998-1999 |
| Parma Football Club         | Italia | 2000      |

## Palmarés

### Títulos nacionales
| Título              | Equipo            | País   | Año     |
| ------------------- | ----------------- | ------ | ------- |
| Serie C1            | Parma Calcio 1913 | Italia | 1985-86 |
| Serie A             | A. C. Milan       | Italia | 1987-88 |
| Supercopa de Italia | A. C. Milan       | Italia | 1988    |

### Títulos internacionales
| Título                      | Equipo      | Sede      | Año     |
| --------------------------- | ----------- | --------- | ------- |
| Copa de Campeones de Europa | A. C. Milan | Barcelona | 1988-89 |
| Supercopa de Europa         | A. C. Milan | Milán     | 1989    |
| Copa Intercontinental       | A. C. Milan | Tokio     | 1989    |
| Copa de Campeones de Europa | A. C. Milan | Viena     | 1989-90 |
| Supercopa de Europa         | A. C. Milan | Bolonia   | 1990    |
| Copa Intercontinental       | A. C. Milan | Tokio     | 1990    |

### Distinciones individuales

#### Clasificaciones de los mejores entrenadores de todos los tiempos
| Premio          | Posición | Top 10 | Año  | Referencias                 |
| --------------- | -------- | ------ | ---- | --------------------------- |
| France Football | 3.º      | Sí     | 2019 | [ 11 ] [ 12 ] [ 13 ] [ 14 ] |
| World Soccer    | 6.º      | Sí     | 2013 | [ 15 ] [ 16 ] [ 11 ] [ 14 ] |
| ESPN            | 6.º      | Sí     | 2013 | [ 17 ] [ 18 ] [ 11 ] [ 14 ] |

## Participaciones en Copas del Mundo
- Ha participado en la Copa Mundial de EEUU de 1994 como entrenador de la Selección nacional de Italia.